# Epitonium apiculatum
Epitonium apiculatum är en snäckart som först beskrevs av Dall 1889.  Epitonium apiculatum ingår i släktet Epitonium och familjen vindeltrappsnäckor. Inga underarter finns listade i Catalogue of Life.